# Asiento (mueble)

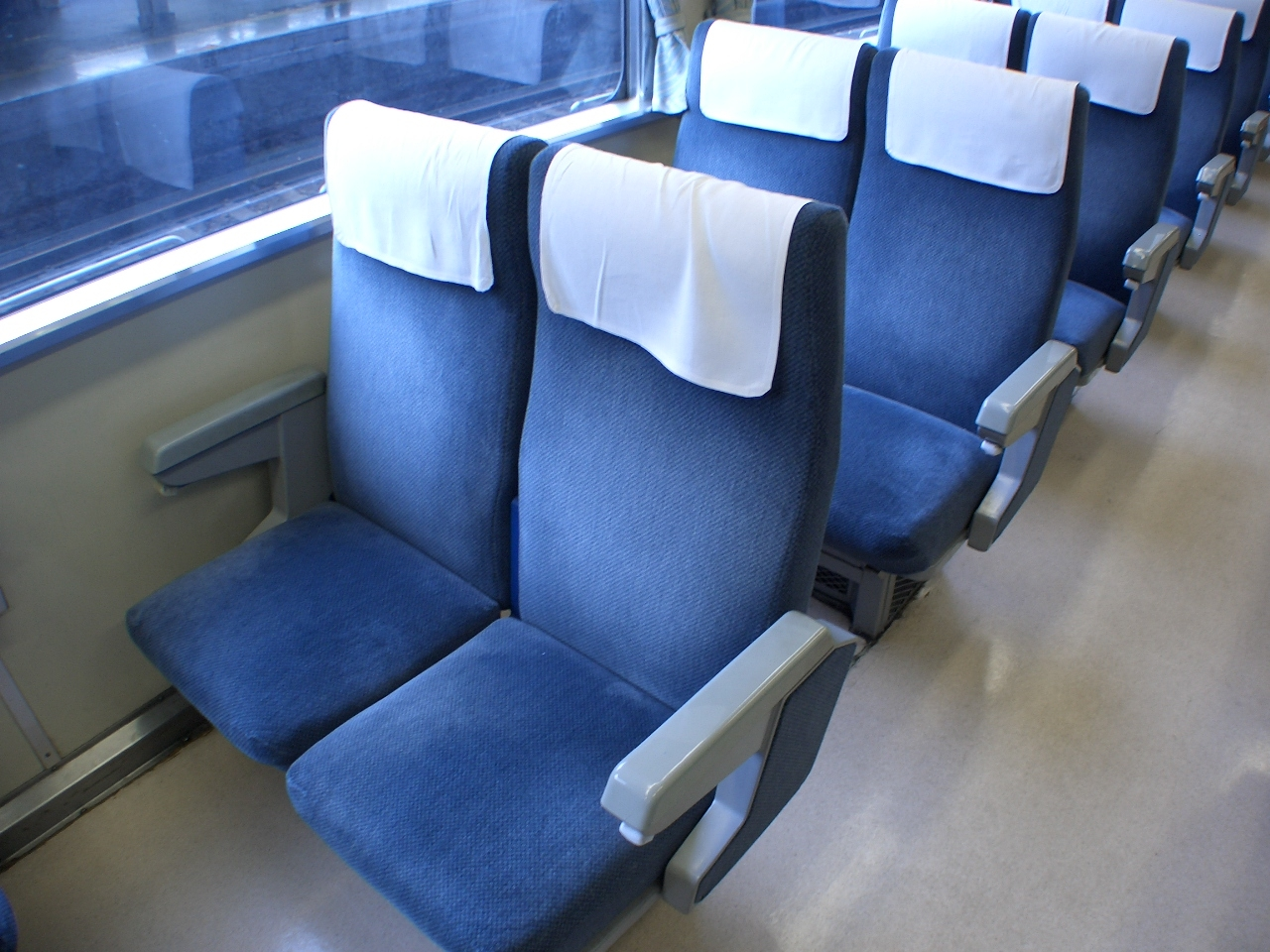
Asientos en un tren

Un asiento es la silla, sillón, sofá, banco o cualquier otro mueble que sirve fundamentalmente para sentarse. 
Es aplicado especialmente a medios de transporte refiriéndose a las butacas de los trenes, aviones (asiento del piloto, asiento del copiloto, asiento eyectable, etc.), automóviles (asiento del conductor, asiento del pasajero), etc. 

## Expresiones relacionadas
- Estar o quedarse de asiento: establecerse fijarse en algún punto.
- Hacer asiento: detenerse, prolongar indefinidamente la estancia o permanencia.
- No hacer buen asiento la comida: indigestarse más o menos, incomodar algo en el estómago.
- No calentar el asiento: durar poco en el empleo, destino o puesto que se ocupa; estar muy breve tiempo en cualquier parte.[1]
- Tomar asiento: sentarse
- Ser culo de mal asiento, ser inquieto, inconstante e incapaz de permanecer en el mismo sitio. La expresión puede proceder de los cántaros mal fabricados que por no tener la base plana están en permanente desequilibrio.[2]